# Rallye Monte-Carlo 1976
Le Rallye Monte-Carlo 1976 (44e Rallye Monte-Carlo), disputé du 17 au 24 janvier 1976, est la trente-deuxième manche du championnat du monde des rallyes (WRC) courue depuis 1973, et la première manche du championnat du monde des rallyes 1976 (WRC).

## Contexte avant la course

### Le championnat du monde

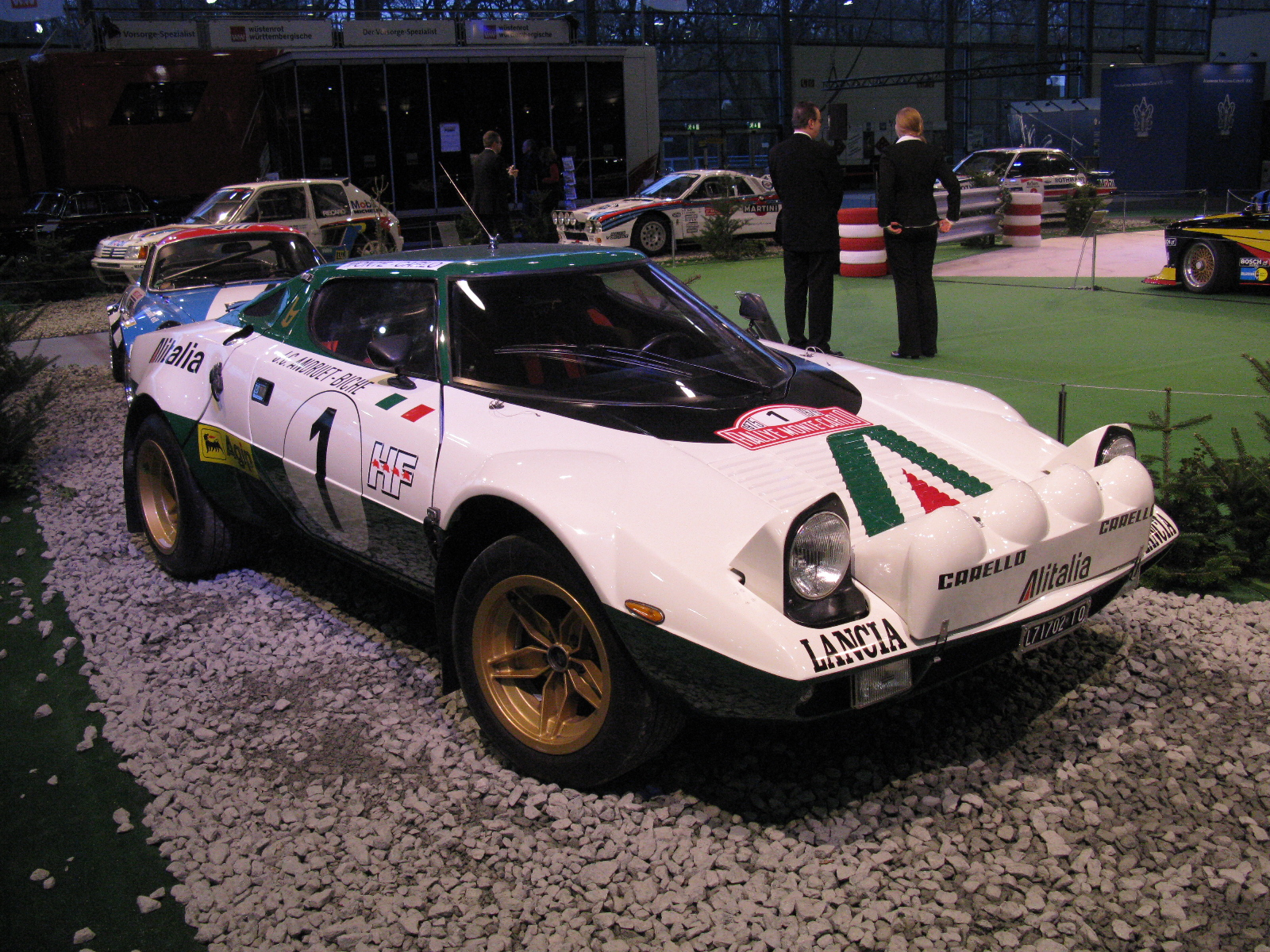
La Lancia Stratos HF, championne en 1974 et 1975, à nouveau favorite pour la saison 1976.

Le championnat du monde des constructeurs compte dix épreuves, le Rallye de Grande-Bretagne clôturant la saison. Le Rallye Monte-Carlo est la première des deux manches hivernales, la seconde étant le Rallye de Suède. Les épreuves du championnat sont réservées aux voitures des catégories suivantes :
- Groupe 1 : voitures de tourisme de série
- Groupe 2 : voitures de tourisme spéciales
- Groupe 3 : voitures de grand tourisme de série
- Groupe 4 : voitures de grand tourisme spéciales

Championne du monde les deux années précédentes, Lancia est à nouveau grande favorite cette saison, la Stratos se montrant redoutable sur tous les terrains, d'autant que la Scuderia s'appuie sur deux des plus grands pilotes du moment : Sandro Munari et Björn Waldegård. Parmi les principaux adversaires de l'équipe italienne, on trouve Fiat dont la nouvelle 131 Abarth sera disponible au printemps (les anciens spiders 124 Abarth assureront le début de saison) et Opel dont la Kadett GT/E a été homologuée quelques mois plus tôt. Comme en 1975, Alpine-Renault, Ford, Peugeot et Saab, ne visant pas le titre mondial, vont limiter leur participation à quelques épreuves.

### L'épreuve
Le Rallye Monte-Carlo, créé en 1911 sous la forme d'une concentration touristique, est rapidement devenu une des compétitions les plus célèbres du sport automobile. Si jusqu’au début des années 1960 la régularité primait sur la vitesse pure, l'épreuve est ensuite devenue plus sélective de par l'imposition de moyennes imposées élevées, avant l'introduction en 1968 de secteurs chronométrés déterminant le classement général. Une des spécificités de l'épreuve est son parcours de concentration, avec choix pour les équipages de leur ville de départ parmi différentes métropoles européennes. Disputé en janvier, le Monte-Carlo se joue sur les routes du Massif central et des Alpes françaises. L'alternance de tronçons secs, humides, enneigés ou verglacés accroît considérablement la difficulté de cette compétition, où le choix des pneus prend parfois une importance cruciale. Pour 1976, les organisateurs ont apporté une modification importante au règlement de la course, imposant aux équipages de se limiter, à l'issue du parcours de concentration, à un seul type de pneu (profil, largeur) pour le reste de l'épreuve, dans le but d'enrayer la prolifération des types de pneus utilisés par les équipes professionnelles.

## Le parcours
- départ : 17 janvier 1976 (choix entre sept villes de départ)
- arrivée : 24 janvier 1976 à Monaco (l'arrivée effective a lieu le 23 janvier, mais la remise des prix se tient le 24)
- distance : de 4 277 km à 4 777 km (selon ville de départ), dont 525 km sur 23 épreuves spéciales
- surface : asphalte (conditions hivernales)
- Parcours divisé en quatre étapes : parcours de concentration, parcours de classement, parcours commun et parcours complémentaire[3]

### Parcours de concentration
- sept parcours possibles, 1500 à 2000 km, du 17 au 19 janvier :

1. Itinéraire d'Almería : Almería - Tolède - Andorre-la-Vieille - Perpignan - Avignon - Digne - Monaco
2. Itinéraire de Copenhague : Copenhague - Hambourg - Hanovre - Innsbruck - Crémone - Pignerol - Monaco
3. Itinéraire de Francfort : Francfort - Thionville - Reims - Saint-Dié- Saint-Claude - La Mure - Pignerol - Monaco
4. Itinéraire de Londres : Londres - Calais - Arras - Reims - Saint-Dié- Saint-Claude - La Mure - Pignerol - Monaco
5. Itinéraire de Paris : Paris - Rouen - Arras - Reims - Saint-Dié- Saint-Claude - La Mure - Pignerol - Monaco
6. Itinéraire de Rome : Rome - Bénévent - Pescina - Saint-Marin - Crémone - Pignerol - Monaco
7. Itinéraire de Varsovie : Varsovie - Trstená - Budapest - Trieste - Crémone - Pignerol - Monaco

- Note : neuf itinéraires étaient initialement prévus, mais ceux de Lisbonne et de Thessalonique ont été annulés.

### Parcours de classement
- Monaco - San Remo - Molini di Triora - Monaco, 176 km, le 19 janvier
- 2 épreuves spéciales, 50 km

### Parcours commun
- Monaco - Gap - Vals-les-Bains - Monaco, 1801 km, du 20 au 21 janvier
- 12 épreuves spéciales, 286 km

### Parcours complémentaire
- Monaco - Monaco (3 boucles), 800 km, du 22 au 23 janvier
- 9 épreuves spéciales, 189 km

## Les forces en présence
- Lancia

La Scuderia Lancia aligne trois Stratos HF groupe 4, à moteur central arrière (V6 24 soupapes, 2400 cm3, 275 chevaux à 8000 tr/min, 950 kg), confiées à Sandro Munari, Björn Waldegård et Raffaele Pinto. Ces trois voitures sont équipées de pneus larges Pirelli 'Racing'. Bernard Darniche dispose quant à lui de la Stratos privée, engagée par André Chardonnet, avec laquelle il a remporté le Tour de France et le Tour de Corse 1975. Il s'agit d'une version un peu moins puissante (12 soupapes, 242 chevaux à 7600 tr/min) et un peu plus légère (jantes étroites, pas d'élargisseurs d'ailes) que les voitures d'usine. Darniche a opté pour des pneus neige Michelin.
- Fiat

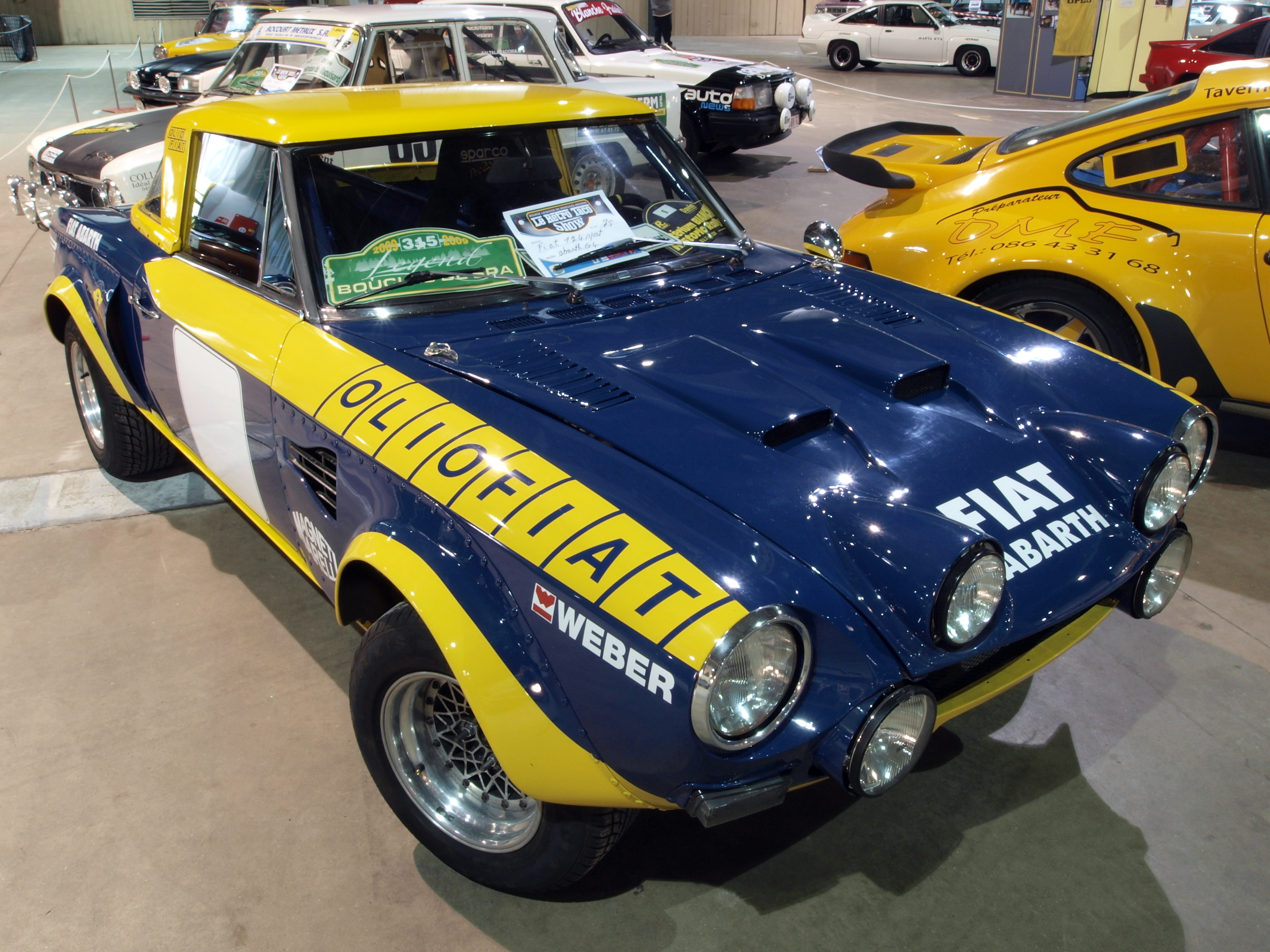
Les 124 Abarth arborent une nouvelle livrée pour la saison 1976.

La Fiat 131 Abarth, nouvelle arme du constructeur turinois, n'est pas encore au terme de son développement, aussi l'usine continue-t-elle à utiliser ses anciens spiders 124 Abarth groupe 4. Trois voitures ont été mises à disposition de Markku Alén, Maurizio Verini et Roberto Cambiaghi, ce dernier remplaçant au pied levé Fulvio Bacchelli, malade. Équipées d'un quatre cylindres de 1840 cm3 (16 soupapes, injection), les 124 Abarth disposent d'environ 200 chevaux pour un poids de l'ordre de 950 kg. Elles abandonnent cette année leur couleur rouge pour une livrée bleu et jaune, et sont équipées pour cette course de pneus Pirelli 'Racing'.
- Alpine-Renault

La Régie Renault vient de nommer Gérard Larrousse à la tête des services de compétition de la marque, et entend désormais diminuer l'activité d'Alpine en compétition, d'autant que l'A310 n'a pas obtenu de résultat probant en 1975. En conséquence, Jacques Cheinisse a été écarté et Alpine ne participe pas officiellement au Monte-Carlo 76, une mesure très impopulaire pour les passionnés de la marque dieppoise. Les pilotes habituels de la marque ont toutefois promptement réagi et trouvé des sponsors leur permettant de s'engager sur des voitures très bien préparées, bénéficiant d'une assistance semi-officielle. Jean-Claude Andruet, Jean-Pierre Nicolas, Jean-Luc Thérier, Jacques Henry, Francis Vincent et Marie-Claude Beaumont disposent d'une A310 groupe 4 (poids de l'ordre de 800 kg), tandis que Jean Ragnotti s'aligne sur une berlinette A110 1800 (environ 700 kg). Les moteurs (1950 cm3 pour Thérier, 1800 cm3 pour Ragnotti et Beaumont, 1860 cm3 pour les autres) sont préparés par Mignotet, leur puissance est de l'ordre de 185 chevaux. Ces voitures sont chaussées de pneus neige Michelin GF4 (largeur 185 mm pour Andruet et Nicolas, 165 pour les autres). Sept autres berlinettes sont aux mains de pilotes privés, dont l'A110 1600 groupe 3 de Michèle Mouton, préparée par Renault-Nice.
- Opel

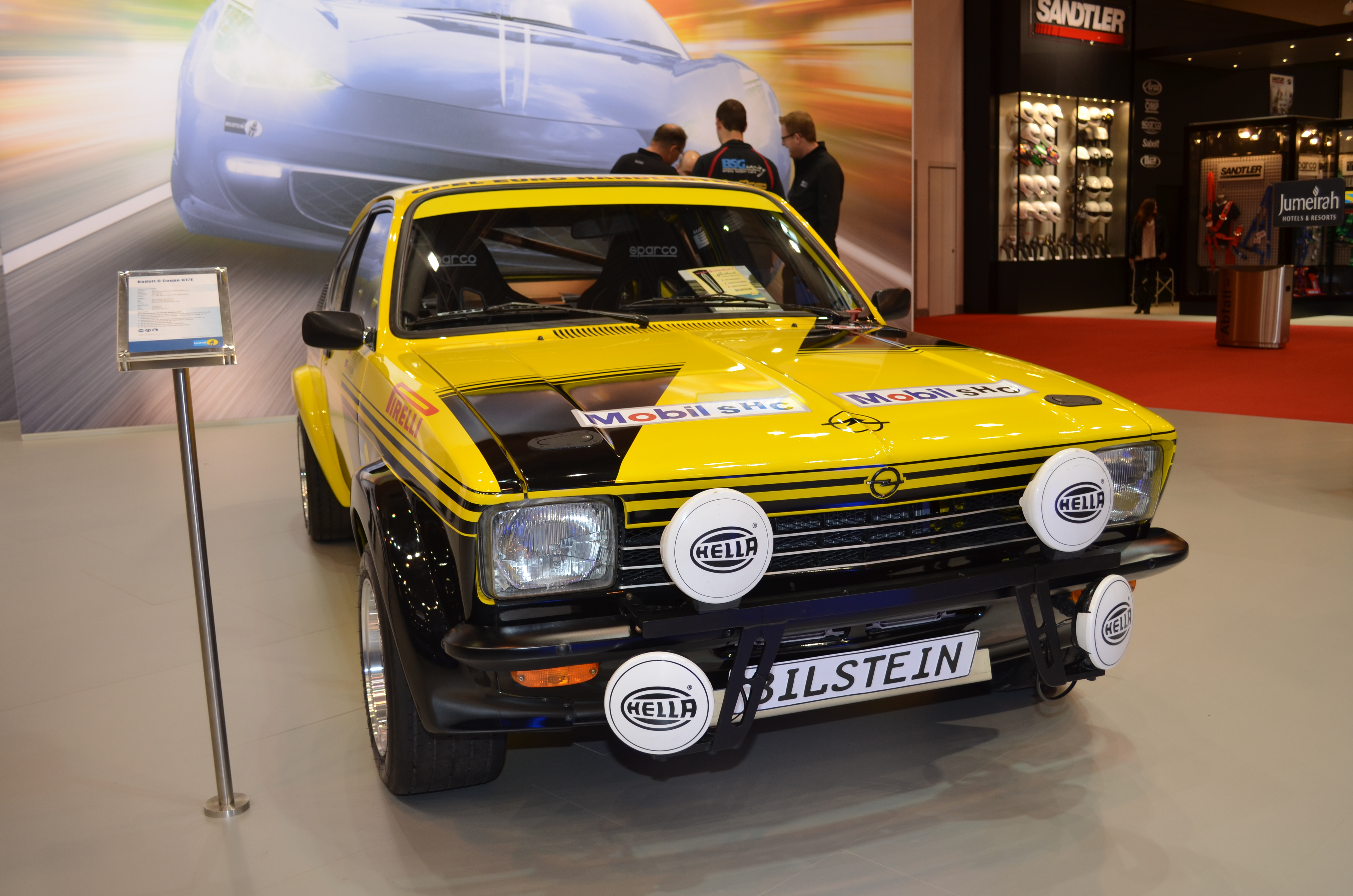
L'Euro Händler Team a engagé trois Opel Kadett GT/E groupe 4.

L'Euro Händler Team aligne trois Kadett GT/E groupe 4 (moteur quatre cylindres deux litres, injection, 16 soupapes, 210 chevaux à 8200 tr/min). Elles sont pilotées par Hannu Mikkola, Walter Röhrl et Anders Kulläng. Les Opel sont chaussées par Pirelli, mais Mikkola et Kulläng ont opté pour des pneus neige tandis que Röhrl, misant sur le sec, a choisi des 'Racing'.
- Ford

L'usine a engagé deux  Escort RS1800 groupe 4 (980 kg, moteur quatre cylindres, deux litres, 240 chevaux) pour Timo Mäkinen (récent vainqueur du RAC) et Roger Clark. Tous deux ont opté pour des pneus neige Dunlop.
- Seat

Se limitant jusqu'alors au championnat espagnol, Seat fait son apparition officielle en championnat du monde. L'usine engage deux 1430 Especial groupe 4 (1800 cm3, 185 chevaux à 7000 tr/min, boîte cinq vitesses). Elles sont confiées aux pilotes espagnols Antonio Zanini et Salvador Cañellas, qui ont opté pour les pneus neige Michelin GF4.
- Polski-Fiat

La marque polonaise a engagé trois 125 P groupe 2, équipées du nouveau moteur 1756 cm3, pour Maciej Stawowiak, Tomasz Ciecierzynski et Marian Bień. Les trois pilotes ont choisi les pneus neige Michelin GF4.
- Porsche

Six Porsche privées sont au départ, les plus compétitives étant la Carrera groupe 4 du Luxembourgeois Nicolas Koob et les Carrera groupe 3 de Guy Fréquelin et Christian Gardavot. Tous ces pilotes partiront en pneus neige.
- Alfa Romeo

Engagé sur un coupé 2000 GTV privé, Bernard Béguin vise la victoire en groupe 1. Il a opté pour les pneus neige Michelin GF4.
- Autobianchi

Quatorze petites A112 Abarth sont au départ. Les plus en vue sont celles de Claude Laurent et de Christine Dacremont en groupe 2, celles d'Alcide Paganelli, Jean-Pierre Malcher et Bruno Saby en groupe 1. Toutes sont équipées de pneus neige Michelin GF4.

## Déroulement de la course

### Parcours de concentration
Le samedi 17 janvier, les 148 équipages s'élancent de sept villes différentes. Paris est la ville de départ la plus prisée (76 voitures), devant Rome, alors que l'itinéraire au départ de Londres n'accueille que quatre concurrents. Les itinéraires de Paris et de Rome vont cependant se révéler les plus difficiles (brouillard dans le nord de la France et neige en Italie), et seulement 135 équipages parviendront à rallier Monaco le lundi matin, huit d'entre eux ayant été pénalisés.

### Parcours de classement
Pour cette édition, les organisateurs ont imposé aux concurrents l'usage d'une seule marque, d'une seule dimension et d'un seul type de pneumatiques pour l'ensemble des trois parcours sélectifs (sans restriction toutefois sur le cloutage ou le type de gomme). Les équipages doivent donc faire le choix crucial, au départ de Monaco, du modèle de pneu qu'ils vont utiliser pour toutes les épreuves spéciales. Ce point du règlement a pour but de limiter le nombre de pneus utilisés par les équipes professionnelles, qui jusqu'alors proposaient un large éventail de jantes et de pneus à leurs pilotes au départ de chaque tronçon chronométré, au détriment des équipages amateurs disposant généralement d'une assistance très réduite. Cette règle est cependant contestée par la plupart des pilotes, dans la mesure où le choix préalable entre pneus neige ou pneus 'Racing' sur un rallye hivernal s'apparente à une véritable loterie. Si, par sécurité, presque tous les concurrents optent pour les pneus hiver (étroits, sculptures profondes), les Lancia et Fiat officielles, ainsi que l'Opel de Walter Röhrl s'élancent de Monaco en pneus 'Racing', misant sur une météo clémente. Parties de Rome, Lancia et Fiat ont pu tester les pneus 'Racing' cloutés sur le parcours de concentration, partiellement enneigé, et ont estimé que le choix des 'Racing' était le meilleur compromis à condition que l'enneigement des tronçons chronométrés soit inférieur à 40%.
Les 135 équipages rescapés repartent de Monaco le lundi, pour une boucle de 176 km en direction de la région de San Remo où vont se dérouler les deux spéciales du jour. Mises à part quelques rares plaques d'humidité, les routes sont sèches, on s'attend donc à une domination outrancière des voitures équipées de pneus pour le sec, notamment des puissantes Lancia Stratos (à l’exception de celle de Bernard Darniche, non officielle, équipée de pneus neige). C'est effectivement Sandro Munari qui sur sa Stratos réalise le meilleur temps des deux tronçons et s'empare de la tête du rallye. Toutefois, la seconde place est occupée par un surprenant Jean-Claude Andruet qui au volant de son Alpine A310 équipée de pneus neige a réussi un véritable exploit, ne concédant qu'un peu plus d'une minute à Munari sur les 50 km chronométrés, devançant les deux autres Stratos d'usine de Björn Waldegård et Raffaele Pinto. Également avantagées par leur pneus 'Racing', les Fiat se sont bien comportées, Maurizio Verini et Roberto Cambiaghi occupant les cinquième et septième places à l'issue de l'étape, mais leur coéquipier Markku Alén a été retardé par des ennuis d'alimentation et se trouve relégué en 18e position à quatre minutes et demie de Munari. Parti plus prudemment que son coéquipier Andruet, Jean-Luc Thérier est sixième sur son Alpine A310, à près de deux minutes du leader. Sur des voitures identiques, Jean-Pierre Nicolas et Francis Vincent sont pratiquement dans les mêmes temps, devançant l'Opel de Walter Röhrl qui n'a pu profiter pleinement de ses pneus 'Racing' à cause d'une usure trop rapide. Guy Fréquelin, sur Porsche, domine nettement le groupe 3 ; onzième au général, il devance Darniche (qui avec ses pneus neige étroits ne peut exploiter la puissance de sa Stratos) et Jean Ragnotti qui pilote la seule Alpine A110 officielle. Si à l'issue du parcours aucun abandon n'affecte les favoris, Marie-Claude Beaumont (Alpine A310) a d'ores et déjà perdu toute chance de bien figurer, de sérieux problèmes de carburation lui valant d'occuper l'avant-dernière place du classement général, avec déjà une demi-heure de retard, à la limite de la mise hors-course.
| Pos. | Pilote              | Copilote             | Voiture                | Groupe | Temps       | Écart        |
| ---- | ------------------- | -------------------- | ---------------------- | ------ | ----------- | ------------ |
| 1    | Sandro Munari       | Silvio Maiga         | Lancia Stratos HF      | 4      | 34 min 26 s |              |
| 2    | Jean-Claude Andruet | Yves Jouanny         | Alpine A310            | 4      | 35 min 34 s | + 1 min 08 s |
| 3    | Björn Waldegård     | Hans Thorszelius     | Lancia Stratos HF      | 4      | 35 min 36 s | + 1 min 10 s |
| 4    | Raffaele Pinto      | Arnaldo Bernacchini  | Lancia Stratos HF      | 4      | 35 min 59 s | + 1 min 33 s |
| 5    | Maurizio Verini     | Francesco Rossetti   | Fiat 124 Abarth Spider | 4      | 36 min 08 s | + 1 min 42 s |
| 6    | Jean-Luc Thérier    | Michel Vial          | Alpine A310            | 4      | 36 min 20 s | + 1 min 54 s |
| 7    | Roberto Cambiaghi   | Bruno Scabini        | Fiat 124 Abarth Spider | 4      | 36 min 21 s | + 1 min 55 s |
| 8    | Jean-Pierre Nicolas | Vincent Laverne      | Alpine A310            | 4      | 36 min 24 s | + 1 min 58 s |
| 9    | Francis Vincent     | Christian Delferrier | Alpine A310            | 4      | 36 min 25 s | + 1 min 59 s |
| 10   | Walter Röhrl        | Jochen Berger        | Opel Kadett GT/E       | 4      | 36 min 51 s | + 2 min 25 s |
| 11   | Guy Fréquelin       | Jacques Delaval      | Porsche Carrera        | 3      | 36 min 54 s | + 2 min 28 s |
| 12   | Bernard Darniche    | Alain Mahé           | Lancia Stratos HF      | 4      | 37 min 00 s | + 2 min 34 s |
| 13   | Jean Ragnotti       | Jean-Marc Andrié     | Alpine A110 1800       | 4      | 37 min 18 s | + 2 min 52 s |
| 14   | Jacques Henry       | Maurice Gélin        | Alpine A310            | 4      | 37 min 31 s | + 3 min 05 s |
| 15   | Roger Clark         | Jim Porter           | Ford Escort RS1800     | 4      | 37 min 53 s | + 3 min 27 s |
| 16   | Timo Mäkinen        | Henry Liddon         | Ford Escort RS1800     | 4      | 38 min 28 s | + 4 min 02 s |
| 17   | Nicolas Koob        | Nico Demuth          | Porsche Carrera        | 4      | 38 min 36 s | + 4 min 10 s |
| 18   | Markku Alén         | Ilkka Kivimäki       | Fiat 124 Abarth Spider | 4      | 38 min 57 s | + 4 min 31 s |
| 19   | Antonio Zanini      | Juan Petisco         | Seat 1430              | 4      | 39 min 00 s | + 4 min 34 s |
| 20   | Salvador Cañellas   | Daniel Ferrater      | Seat 1430              | 4      | 39 min 41 s | + 5 min 15 s |

### Parcours commun
Comptant plus de 1800 kilomètres et tronçons chronométrés, le parcours commun constitue le morceau de bravoure de l'épreuve. Les concurrents repartent de Monaco le mardi matin pour une longue étape qui s'achèvera le lendemain soir. La météo se montre clémente et les premières spéciales vont se dérouler sur route pratiquement sèche, pour le plus grand bonheur des concurrents ayant opté pour les pneus 'Racing'. Munari et Waldegård donnent le ton sur les sept kilomètres de la mini montée du Turini, mais les ennuis de moteur de leur coéquipier Pinto, qui perd quatre minutes et plonge à la dix-huitième place du classement général, ébranlent la confiance de la Scuderia Lancia. C'est une nouvelle fois Andruet qui se montre le plus dangereux adversaire de l'équipe italienne. Verini accède à la quatrième place du classement général, mais ne va pas bénéficier longtemps de sa position : la spéciale d'Entrevaux est sèche sur sa majeure partie, mais comporte une partie verglacée ; Verini y est rejoint par Thérier, parti deux minutes plus tard et disposant de pneus plus adaptés, qui cherche à le passer. L'Italien n'ouvre pas la porte, Thérier passe en force mais ne peut éviter un rocher qui endommage son train avant. Le pilote normand parvient à terminer la spéciale sans perdre trop de temps, mais sera contraint à l'abandon, voiture irréparable. Quant à Verini, qui a perdu trois minutes, il dégringole en douzième position. Ces incidents profitent à Fréquelin qui sur sa Porsche groupe 3, bien chaussée sur le verglas, fait un bond au classement général, occupant désormais la quatrième place derrière Munari, Andruet et Waldegård. Moteur hors d'usage, Pinto a renoncé.

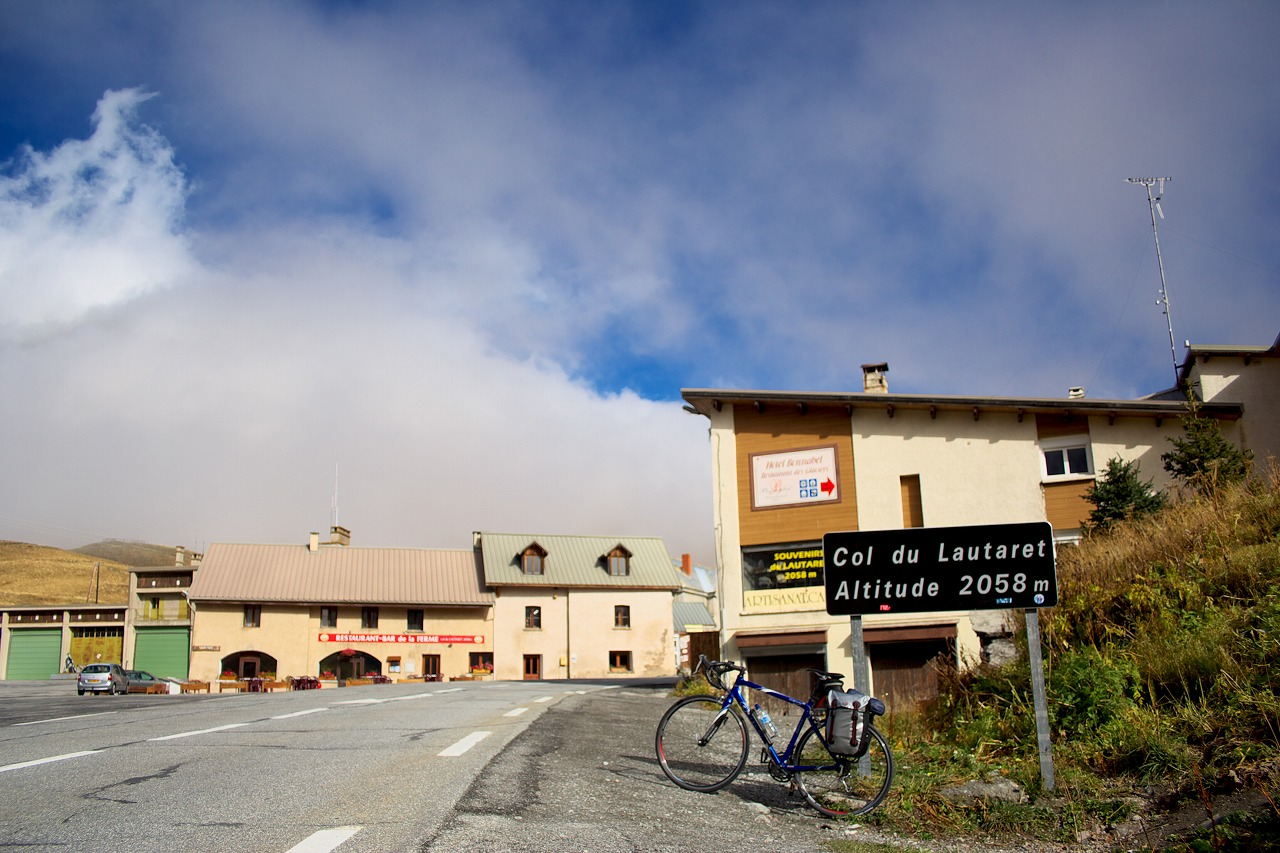
Bien que culminant à plus de 2000 m, la spéciale du col du Lautaret est exceptionnellement sèche lors du Monte-Carlo 1976.

La spéciale suivante, passant par le col de Manse, est sèche, seules quelques rares plaques de verglas émaillant le parcours. Les Lancia exploitent leur puissance, et Waldegård reprend la seconde place à Andruet. Ce dernier va perdre toutes ses chances dans le tronçon suivant, où il effectue un tête-à-queue ; l'Alpine n'a subi aucun dommage dans l'incident, mais faute de secours l'équipage va perdre cinq minutes et demie avant de pouvoir repartir, tombant à la quatorzième place du classement général. Fréquelin est désormais troisième, devant Darniche, Röhrl et Nicolas. Pourtant attendue dans le col du Lautaret, la neige est toujours désespérément absente, et Munari accentue encore son avance sur ses poursuivants après avoir effectué ce tronçon sinueux à plus de 118 km/h de moyenne ! Waldegård est alors à plus de trois minutes de son coéquipier, Fréquelin accuse une minute de retard supplémentaire, Darniche est à plus de cinq minutes.
La spéciale suivante, au départ de Saint-Jean-en-Royans, va cependant tout remettre en cause. Premier à s'élancer, Munari a opté pour des pneus non cloutés, Simo Lampinen, ouvreur de l'équipe Lancia, ayant annoncé que la pluie tombait sur l'intégralité du tronçon chronométré. Au moment du départ, la neige fait son apparition, et Munari n'a plus le temps de faire changer ses pneus sans encourir de pénalité, alors que ses adversaires vont pouvoir monter les pneus cloutés. Il va perdre près de quatre minutes et demie sur Fréquelin, auteur du meilleur temps, qui pour une seconde subtilise la tête de la course au pilote italien. Waldegård, qui a juste eu le temps de monter des pneus légèrement cloutés, perd également du temps, et tombe à la quatrième place, précédé par Darniche, avantagé par ses étroits pneus neige cloutés. Les quatre premiers se tiennent en moins d'une minute, Ragnotti et Nicolas viennent ensuite, à environ deux minutes de la Porsche de tête. La course est totalement relancée. Malheureusement sans Andruet, qui n'a pu disputer cette spéciale, victime d'une plaque de verglas sur le parcours de liaison. L'Alpine s'est arrêtée contre un arbre, et son pilote souffre de huit côtes cassées, son copilote étant indemne.
Le Massif central n'est guère enneigé, et c'est sous la pluie que se dispute la spéciale de Saint-Bonnet-le-Froid, qui permet à    Munari de reprendre la première place au général, treize secondes devant Fréquelin qui vient de perdre l'usage de son troisième rapport de boîte. Darniche et Waldegård ont tous deux réalisé un excellent chrono, se rapprochant à moins de trente secondes du leader. Munari creuse l'écart dans la spéciale de Burzet, également courue sous la pluie, la neige n'étant présente que sur une dizaine de kilomètres. À cause de ses problèmes de boîte, Fréquelin concède plus de cinq minutes et chute à la huitième place du classement. Les trois Lancia de Munari, Waldegård et Darniche sont désormais en tête, avec une confortable avance sur les Alpine de Ragnotti et Nicolas. La marque française vient d'ailleurs de perdre deux autres de ses voitures, Vincent (alors neuvième au classement général) s'étant 'planté' dans un remblai, provoquant également l'abandon de son coéquipier : sa voiture a gêné Jacques Henry, parti une minute plus tard, sorti de la route en voulant l'éviter.
Après une halte de récupération à Vals-les-Bains, dont Fréquelin va profiter pour faire remplacer sa boîte (l'opération lui coûte huit minutes de pénalisation routière), les quatre dernières spéciales du parcours ne vont apporter aucun bouleversement parmi les hommes de tête, Munari rejoignant Monaco avec près d'une minute et demie d'avance sur Waldegård, plus de trois sur Darniche. Les Alpine de Ragnotti et Nicolas sont à plus de six minutes, et seule une neige abondante dans le parcours complémentaire leur permettrait de revenir sur les Lancia. Parmi les malchanceux, on note Marie-Claude Beaumont, partie en avant-dernière position et qui, malgré sa courageuse remontée, n'a pu rallier Monaco dans les soixante premiers et se trouve de fait éliminée de la course. Déception aussi pour le pilote polonais Ciecierzynski, vingtième au classement général et leader du groupe 2, disqualifié au terme de l'étape, les versions 1 750 cm3 des Polski Fiat n'étant pas encore officiellement homologuées.
| Pos. | Pilote              | Copilote                   | Voiture                  | Groupe | Temps           | Écart         |
| ---- | ------------------- | -------------------------- | ------------------------ | ------ | --------------- | ------------- |
| 1    | Sandro Munari       | Silvio Maiga               | Lancia Stratos HF        | 4      | 3 h 50 min 36 s |               |
| 2    | Björn Waldegård     | Hans Thorszelius           | Lancia Stratos HF        | 4      | 3 h 52 min 01 s | + 1 min 25 s  |
| 3    | Bernard Darniche    | Alain Mahé                 | Lancia Stratos HF        | 4      | 3 h 53 min 48 s | + 3 min 12 s  |
| 4    | Jean Ragnotti       | Jean-Marc Andrié           | Alpine A110 1800         | 4      | 3 h 56 min 46 s | + 6 min 10 s  |
| 5    | Jean-Pierre Nicolas | Vincent Laverne            | Alpine A310              | 4      | 3 h 57 min 15 s | + 6 min 39 s  |
| 6    | Walter Röhrl        | Jochen Berger              | Opel Kadett GT/E         | 4      | 3 h 57 min 56 s | + 7 min 20 s  |
| 7    | Roger Clark         | Jim Porter                 | Ford Escort RS1800       | 4      | 3 h 59 min 05 s | + 8 min 29 s  |
| 8    | Markku Alén         | Ilkka Kivimäki             | Fiat 124 Abarth Spider   | 4      | 4 h 03 min 36 s | + 13 min 00 s |
| 9    | Guy Fréquelin       | Jacques Delaval            | Porsche Carrera          | 3      | 4 h 07 min 34 s | + 16 min 58 s |
| 10   | Nicolas Koob        | Nico Demuth                | Porsche Carrera          | 4      | 4 h 16 min 43 s | + 26 min 07 s |
| 11   | Bernard Béguin      | Jean-François Fauchille    | Alfa Romeo 2000 GTV      | 1      | 4 h 18 min 50 s | + 28 min 14 s |
| 12   | Roberto Cambiaghi   | Bruno Scabini              | Fiat 124 Abarth Spider   | 4      | 4 h 24 min 14 s | + 33 min 38 s |
| 13   | Michèle Mouton      | Françoise Conconi          | Alpine A110 1600         | 3      | 4 h 26 min 33 s | + 35 min 57 s |
| 14   | Antonio Zanini      | Juan Petisco               | Seat 1430                | 4      | 4 h 27 min 31 s | + 36 min 55 s |
| 15   | Christian Dorche    | Bernard Richaud            | BMW 2002 Tii             | 1      | 4 h 31 min 23 s | + 40 min 47 s |
| 16   | Aloyse Kridel       | Leo Linden                 | Ford Escort RS2000       | 1      | 4 h 33 min 28 s | + 42 min 52 s |
| 17   | "Tchine"            | Jean-Claude Salles         | Opel Commodore GSE coupé | 1      | 4 h 36 min 26 s | + 45 min 50 s |
| 18   | Bruno Saby          | Jean-Christian Court-Payen | Autobianchi A112 Abarth  | 1      | 4 h 36 min 49 s | + 46 min 13 s |

### Parcours complémentaire

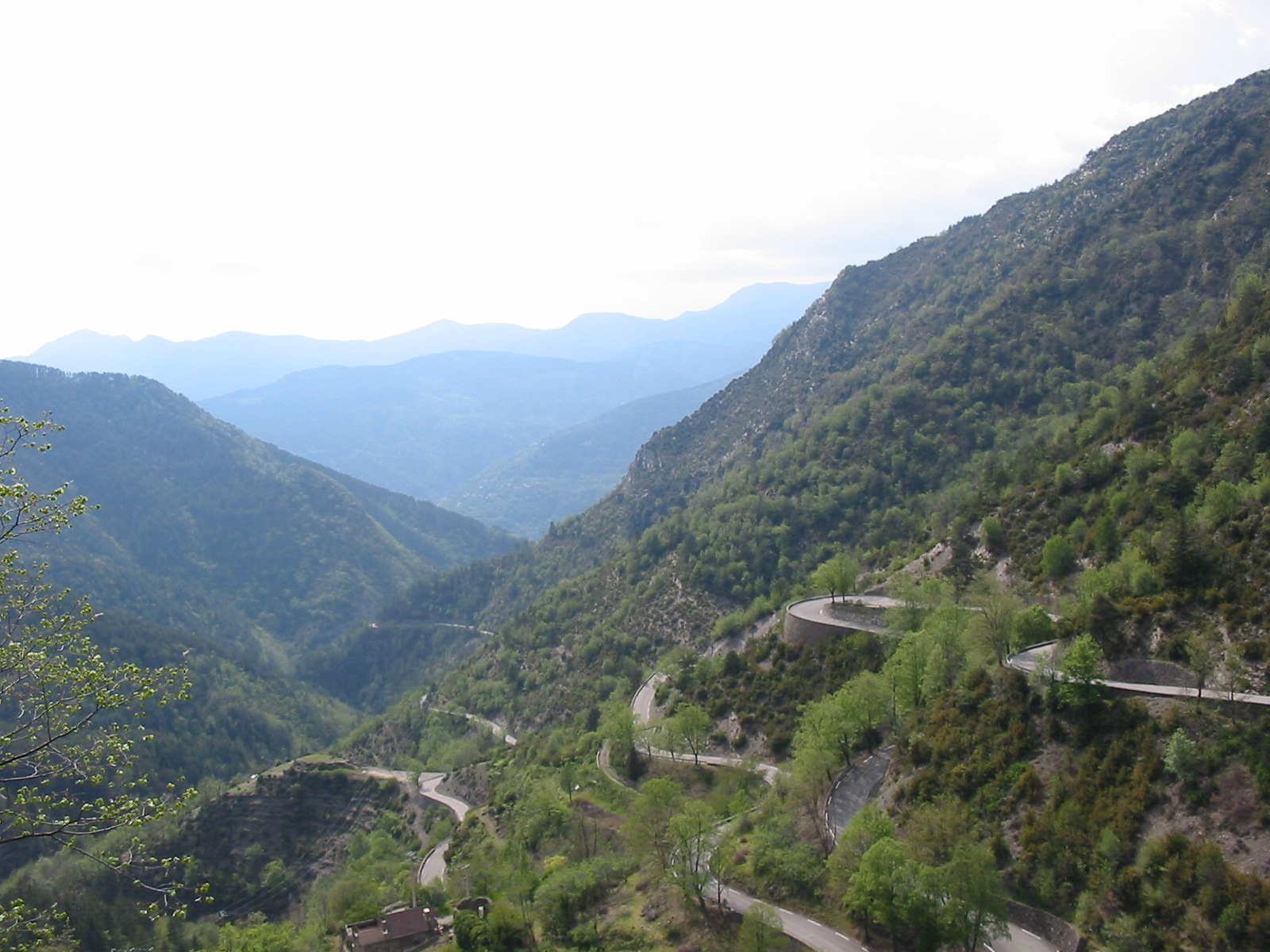
La spéciale du col de Turini, haut lieu du parcours complémentaire.

Les soixante équipages qualifiés repartent de Monaco le jeudi soir, pour une dernière étape qui va se dérouler entièrement de nuit. Au grand dam des pilotes ayant opté pour les pneus neige, le ciel est dégagé et le parcours des trois spéciales (disputées à trois reprises) va s'effectuer sur route sèche, mises à part quelques zones verglacées. La victoire semble d'ores et déjà acquise aux Lancia, seuls les quelques pièges de l'épreuve du Turini pouvant apporter un bouleversement au classement général. Le premier passage dans la spéciale du col des Banquettes (sèche à 98%) permet à Munari d'accentuer légèrement son avance. Le secteur chronométré suivant est toutefois moins favorable au pilote italien : longue de vingt-deux kilomètres, la spéciale du Turini est en effet verglacée sur trois aux abords du col, et Munari et Waldegård, prudents, concèdent plus d'une minute à l'Alpine de Nicolas, auteur du meilleur temps. Son coéquipier Ragnotti est moins chanceux : surpris pas la neige déposée par des spectateurs, il est sorti de la route et a endommagé l'échappement de sa berlinette, perdant toute chance de bien terminer, le moteur ne tournant plus que sur deux cylindres. Nicolas se montre à nouveau le plus rapide dans le col de la Couillole, reprenant quelques secondes à Munari qui compte encore plus de cinq minutes et demie d'avance sur le pilote marseillais. C'est d'ailleurs le chant du cygne pour Nicolas : au second passage des Banquettes, le différentiel de l'Alpine A310 cède, l'équipage parvient à terminer la spéciale mais abandonne aussitôt. Ragnotti vient également de renoncer (moteur cassé), il n'y a plus d'Alpine officielle en course !
Munari compte alors plus d'une minute et demie d'avance sur Waldegård, quatre sur Darniche. Derrière les trois Lancia, hors d'atteinte, Röhrl et son Opel sont désormais quatrièmes, à plus de huit minutes. Le classement semble acquis, les leaders n'ayant plus qu'à assurer leurs positions jusqu'à l'arrivée. Et c'est sans surprise que se déroulent les spéciales suivantes. Mais lors du dernier passage du Turini, avant-dernière spéciale du rallye, c'est la surprise : la boîte de la Stratos de Munari est bloquée en troisième ! Auteur du meilleur temps, Waldegård est revenu à trente-trois secondes. C'est l'effervescence au point d'assistance Lancia ; il est 6 h 30 lorsque Munari s'y présente, son horaire de pointage est 6 h 42. La voiture est mise sur cric, on démonte les protections, on vidange la boîte, et le mécanicien spécialiste des transmissions se glisse sous la voiture pour tenter de débloquer les pignons en manœuvrant les fourchettes. A 6 h 38, il y parvient, à 6 h 40 tout est remonté et Munari repart, pouvant pointer dans les délais. Il s'élance à l'assaut de la dernière spéciale, disposant à nouveau de ses cinq rapports. Sortant le grand jeu, il réussit un temps record et s'assure un troisième succès dans l'épreuve monégasque. Waldegård et Darniche assurent le triplé Lancia, devant un méritant Walter Röhrl, auteur d'un parcours sans-faute. Bien revenus après leurs déboires initiaux, Roger Clark (Ford Escort) et Markku Alén terminent aux cinquième et sixième place. Septième, Fréquelin enlève brillamment le groupe 3, tandis que Bernard Béguin, dixième sur son Alfa Romeo, s'adjuge la victoire en groupe 1.

### Classements intermédiaires
Classements intermédiaires des pilotes après chaque épreuve spéciale

### Classement général
| Pos | No | Pilote            | Copilote                | Voiture                | Temps           | Écart         | Groupe |
| --- | -- | ----------------- | ----------------------- | ---------------------- | --------------- | ------------- | ------ |
| 1   | 10 | Sandro Munari     | Silvio Maiga            | Lancia Stratos HF      | 6 h 25 min 10 s |               | 4      |
| 2   | 6  | Björn Waldegård   | Hans Thorszelius        | Lancia Stratos HF      | 6 h 26 min 37 s | + 1 min 27 s  | 4      |
| 3   | 12 | Bernard Darniche  | Alain Mahé              | Lancia Stratos HF      | 6 h 31 min 23 s | + 6 min 13 s  | 4      |
| 4   | 16 | Walter Röhrl      | Jochen Berger           | Opel Kadett GT/E       | 6 h 34 min 32 s | + 9 min 22 s  | 4      |
| 5   | 11 | Roger Clark       | Jim Porter              | Ford Escort RS1800     | 6 h 37 min 07 s | + 11 min 57 s | 4      |
| 6   | 7  | Markku Alén       | Ilkka Kivimäki          | Fiat 124 Abarth Spider | 6 h 42 min 31 s | + 17 min 21 s | 4      |
| 7   | 23 | Guy Fréquelin     | Jacques Delaval         | Porsche Carrera        | 6 h 44 min 19 s | + 19 min 09 s | 3      |
| 8   | 5  | Roberto Cambiaghi | Bruno Scabini           | Fiat 124 Abarth Spider | 7 h 05 min 27 s | + 40 min 17 s | 4      |
| 9   | 33 | Nicolas Koob      | Nico Demuth             | Porsche Carrera        | 7 h 07 min 19 s | + 42 min 09 s | 4      |
| 10  | 45 | Bernard Béguin    | Jean-François Fauchille | Alfa Romeo 2000 GTV    | 7 h 13 min 47 s | + 48 min 37 s | 1      |

### Classements par groupe

#### Groupe 1
| Pos | no | Pilote           | Copilote                | Voiture             | Temps           | Écart         | Class. général        |
| --- | -- | ---------------- | ----------------------- | ------------------- | --------------- | ------------- | --------------------- |
| 1   | 45 | Bernard Béguin   | Jean-François Fauchille | Alfa Romeo 2000 GTV | 7 h 13 min 47 s |               | 10e à 48 min 37 s     |
| 2   | 54 | Christian Dorche | Bernard Richaud         | BMW 2002 Tii        | 7 h 29 min 17 s | + 15 min 30 s | 13e à 1 h 04 min 07 s |
| 3   | 67 | Aloyse Kridel    | Leo Linden              | Ford Escort RS2000  | 7 h 32 min 15 s | + 18 min 28 s | 16e à 1 h 07 min 05 s |

#### Groupe 2
| Pos | no  | Pilote              | Copilote         | Voiture                 | Temps           | Écart        | Class. général        |
| --- | --- | ------------------- | ---------------- | ----------------------- | --------------- | ------------ | --------------------- |
| 1   | 110 | Raymond Chianéa     | Jean Chianéa     | Opel Ascona             | 7 h 44 min 39 s |              | 20e à 1 h 19 min 29 s |
| 2   | 135 | Christian Nahon     | Jean-Louis Alric | Renault 12 Gordini      | 7 h 46 min 02 s | + 1 min 23 s | 21e à 1 h 20 min 52 s |
| 3   | 61  | Christine Dacremont | Delphine Denard  | Autobianchi A112 Abarth | 7 h 49 min 19 s | + 4 min 40 s | 22e à 1 h 24 min 09 s |

#### Groupe 3
| Pos | no | Pilote             | Copilote          | Voiture          | Temps           | Écart         | Class. général        |
| --- | -- | ------------------ | ----------------- | ---------------- | --------------- | ------------- | --------------------- |
| 1   | 23 | Guy Fréquelin      | Jacques Delaval   | Porsche Carrera  | 6 h 44 min 19 s |               | 7e à 19 min 09 s      |
| 2   | 19 | Michèle Mouton     | Françoise Conconi | Alpine A110 1600 | 7 h 14 min 25 s | + 30 min 06 s | 11e à 49 min 15 s     |
| 3   | 49 | Christian Gardavot | Jacqueline Roger  | Porsche Carrera  | 7 h 30 min 33 s | + 46 min 14 s | 14e à 1 h 05 min 23 s |

#### Groupe 4
| Pos | no | Pilote           | Copilote         | Voiture           | Temps           | Écart        | Class. général   |
| --- | -- | ---------------- | ---------------- | ----------------- | --------------- | ------------ | ---------------- |
| 1   | 10 | Sandro Munari    | Silvio Maiga     | Lancia Stratos HF | 6 h 25 min 10 s |              | Vainqueur absolu |
| 2   | 6  | Björn Waldegård  | Hans Thorszelius | Lancia Stratos HF | 6 h 26 min 37 s | + 1 min 27 s | 2e à 1 min 27 s  |
| 3   | 12 | Bernard Darniche | Alain Mahé       | Lancia Stratos HF | 6 h 31 min 23 s | + 6 min 13 s | 3e à 6 min 13 s  |

### Hommes de tête
- ES1 à ES7 :  Sandro Munari -  Silvio Maiga (Lancia Stratos HF)
- ES8 :  Guy Fréquelin -  Jacques Delaval (Porsche Carrera)
- ES9 à ES23 :  Sandro Munari -  Silvio Maiga (Lancia Stratos HF)

### Vainqueurs d'épreuves spéciales
- Sandro Munari -  Silvio Maiga (Lancia Stratos HF) : 14 spéciales (ES 1 à 3, 5 à 7, 10, 12 à 15, 20, 21, 23)
- Björn Waldegård -  Hans Thorszelius (Lancia Stratos HF) : 5 spéciales (ES 9, 11, 19, 21, 22)
- Jean-Pierre Nicolas -  Vincent Laverne (Alpine A310) : 2 spéciales (ES 16, 17)
- Jean-Claude Andruet -  Yves Jouanny (Alpine A310) : 1 spéciale (ES 4)
- Bernard Darniche -  Alain Mahé (Lancia Stratos HF) : 1 spéciale (ES 8)
- Markku Alén -  Ilkka Kivimäki (Fiat 124 Abarth Spider) : 1 spéciale (ES 18)

## Résultats des principaux engagés
| No  | Pilote                | Copilote                   | Voiture                  | Groupe | Classement général                                  | Class. groupe |
| --- | --------------------- | -------------------------- | ------------------------ | ------ | --------------------------------------------------- | ------------- |
| 1   | Jean-Claude Andruet   | Yves Jouanny               | Alpine A310              | 4      | ab. après 7e spéciale (accident)                    | -             |
| 2   | Maurizio Verini       | Francesco Rossetti         | Fiat 124 Abarth Spider   | 4      | 15e à 1 h 06 min 52 s                               | 10e           |
| 3   | Hannu Mikkola         | Claes Billstam             | Opel Kadett GT/E         | 4      | ab. après 10e spéciale (différentiel)               | -             |
| 4   | Jean-Pierre Nicolas   | Vincent Laverne            | Alpine A310              | 4      | ab. après 18e spéciale (différentiel)               | -             |
| 5   | Roberto Cambiaghi     | Bruno Scabini              | Fiat 124 Abarth Spider   | 4      | 8e à 40 min 17 s                                    | 7e            |
| 6   | Björn Waldegård       | Hans Thorszelius           | Lancia Stratos HF        | 4      | 2e à 1 min 27 s                                     | 2e            |
| 7   | Markku Alén           | Ilkka Kivimäki             | Fiat 124 Abarth Spider   | 4      | 6e à 17 min 21 s                                    | 6e            |
| 8   | Raffaele Pinto        | Arnaldo Bernacchini        | Lancia Stratos HF        | 4      | ab. dans 4e spéciale (moteur)                       | -             |
| 9   | Jean-Luc Thérier      | Michel Vial                | Alpine A310              | 4      | ab. après 4e spéciale (train avant)                 | -             |
| 10  | Sandro Munari         | Silvio Maiga               | Lancia Stratos HF        | 4      | 1er                                                 | 1er           |
| 11  | Roger Clark           | Jim Porter                 | Ford Escort RS1800       | 4      | 5e à 11 min 57 s                                    | 5e            |
| 12  | Bernard Darniche      | Alain Mahé                 | Lancia Stratos HF        | 4      | 3e à 6 min 13 s                                     | 3e            |
| 14  | Timo Mäkinen          | Henry Liddon               | Ford Escort RS1800       | 4      | ab. après 11e spéciale (joint de culasse)           | -             |
| 15  | Marie-Claude Beaumont | Christine Giganot          | Alpine A310              | 4      | hors course à l'issue du commun                     | -             |
| 16  | Walter Röhrl          | Jochen Berger              | Opel Kadett GT/E         | 4      | 4e à 9 min 22 s                                     | 4e            |
| 19  | Michèle Mouton        | Françoise Conconi          | Alpine A110 1600         | 3      | 11e à 49 min 15 s                                   | 2e            |
| 20  | Alcide Paganelli      | 'Ninni' Russo              | Autobianchi A112 Abarth  | 1      | ab. dans 1re spéciale (moteur)                      | -             |
| 21  | Tomasz Ciecierzynski  | Jacek Rozanski             | Polski-Fiat 125P         | 2      | Disqualifiés après parcours commun (non-conformité) | -             |
| 22  | Jacques Henry         | Maurice Gélin              | Alpine A310              | 4      | ab. dans 10e spéciale (accident)                    | -             |
| 23  | Guy Fréquelin         | Jacques Delaval            | Porsche Carrera          | 3      | 7e à 19 min 09 s                                    | 1er           |
| 27  | Antonio Zanini        | Juan Petisco               | Seat 1430                | 4      | 12e à 56 min 36 s                                   | 10e           |
| 28  | Anders Kulläng        | Claes-Goran Andersson      | Opel Kadett GT/E         | 4      | ab. après 13e spéciale (pompe à huile)              | -             |
| 31  | Jean Ragnotti         | Jean-Marc Andrié           | Alpine A110 1800         | 4      | ab. après 17e spéciale (moteur)                     | -             |
| 33  | Nicolas Koob          | Nico Demuth                | Porsche Carrera          | 4      | 9e à 42 min 09 s                                    | 8e            |
| 35  | Francis Vincent       | Christian Delferrier       | Alpine A310              | 4      | ab. dans 10e spéciale (accident)                    | -             |
| 36  | Salvador Cañellas     | Daniel Ferrater            | Seat 1430                | 4      | ab. dans 10e spéciale (accident)                    | -             |
| 38  | Maciej Stawowiak      | Jan Czyzyk                 | Polski-Fiat 125P         | 2      | ab. dans 14e spéciale (différentiel)                | -             |
| 42  | Alain Coppier         | Jacques Henuset            | Audi 80                  | 1      | 27e à 1 h 26 min 37 s                               | 9e            |
| 45  | Bernard Béguin        | Jean-François Fauchille    | Alfa Romeo 2000 GTV      | 1      | 10e à 48 min 37 s                                   | 1er           |
| 47  | Claude Laurent        | Jacques Marché             | Autobianchi A112 Abarth  | 2      | 36e à 1 h 42 min 06 s                               | 4e            |
| 49  | Christian Gardavot    | Jacqueline Roger           | Porsche Carrera          | 3      | 14e à 1 h 05 min 23 s                               | 3e            |
| 50  | Jean-Pierre Malcher   | Pierre Pagani              | Autobianchi A112 Abarth  | 1      | 22e à 1 h 24 min 09 s                               | 6e            |
| 52  | Marian Bień           | Janina Jedynak             | Polski-Fiat 125P         | 2      | ab. dans parcours commun                            | -             |
| 53  | Bruno Saby            | Jean-Christian Court-Payen | Autobianchi A112 Abarth  | 1      | ab. dans 19e spéciale (transmission)                | -             |
| 54  | Christian Dorche      | Bernard Richaud            | BMW 2002 Tii             | 1      | 13e à 1 h 04 min 07 s                               | 2e            |
| 58  | Marianne Hoepfner     | 'Biche'                    | Autobianchi A112 Abarth  | 1      | 25e à 1 h 25 min 15 s                               | 8e            |
| 61  | Christine Dacremont   | Delphine Denard            | Autobianchi A112 Abarth  | 2      | 22e à 1 h 24 min 09 s                               | 3e            |
| 67  | Aloyse Kridel         | Leo Linden                 | Ford Escort RS2000       | 1      | 16e à 1 h 07 min 05 s                               | 3e            |
| 70  | "Tchine"              | Jean-Claude Salles         | Opel Commodore GSE coupé | 1      | 17e à 1 h 07 min 11 s                               | 4e            |
| 71  | Giorgio Pianta        | Roberto Colucci            | Autobianchi A112 Abarth  | 1      | 24e à 1 h 23 min 23 s                               | 7e            |
| 110 | Raymond Chianéa       | Jean Chianéa               | Opel Ascona              | 2      | 20e à 1 h 19 min 29 s                               | 1er           |
| 125 | Benigno Fernández     | Rafael Cid                 | BMW 2002 Tii             | 1      | 30e à 1 h 30 min 50 s                               | 12e           |
| 135 | Christian Nahon       | Jean-Louis Alric           | Renault 12 Gordini       | 2      | 21e à 1 h 20 min 52 s                               | 2e            |

## Classement du championnat à l'issue de la course
- attribution des points : 20, 15, 12, 10, 8, 6, 4, 3, 2, 1 respectivement aux dix premières marques de chaque épreuve (sans cumul, seule la voiture la mieux classée de chaque constructeur marque des points)
- seuls les sept meilleurs résultats (sur dix épreuves) sont retenus pour le décompte final des points.

| Pos. | Marque     | Points | M-C | SUE | POR | SAF | ACR | MAR | FIN | SAN | COR | RAC |
| ---- | ---------- | ------ | --- | --- | --- | --- | --- | --- | --- | --- | --- | --- |
| 1    | Lancia     | 20     | 20  |     |     |     |     |     |     |     |     |     |
| 2    | Opel       | 10     | 10  |     |     |     |     |     |     |     |     |     |
| 3    | Ford       | 8      | 8   |     |     |     |     |     |     |     |     |     |
| 4    | Fiat       | 6      | 6   |     |     |     |     |     |     |     |     |     |
| 5    | Porsche    | 4      | 4   |     |     |     |     |     |     |     |     |     |
| 6    | Alfa Romeo | 1      | 1   |     |     |     |     |     |     |     |     |     |